# Veverské Knínice
Veverské Knínice település Csehországban, a Brno-vidéki járásban. Veverské Knínice Říčany, Říčky, Brno, Javůrek, Ostrovačice és Hvozdec településekkel határos. Lakosainak száma 991 fő (2024. január 1.).

## Népesség
A település lakosságának változását az alábbi diagram mutatja:
| Lakosok száma | 733  | 862  | 968  | 939  | 847  | 912  | 939  | 936  | 956  | 991  |
|               | 1869 | 1900 | 1921 | 1961 | 1980 | 2011 | 2016 | 2019 | 2021 | 2024 |